# Emerson Middle School

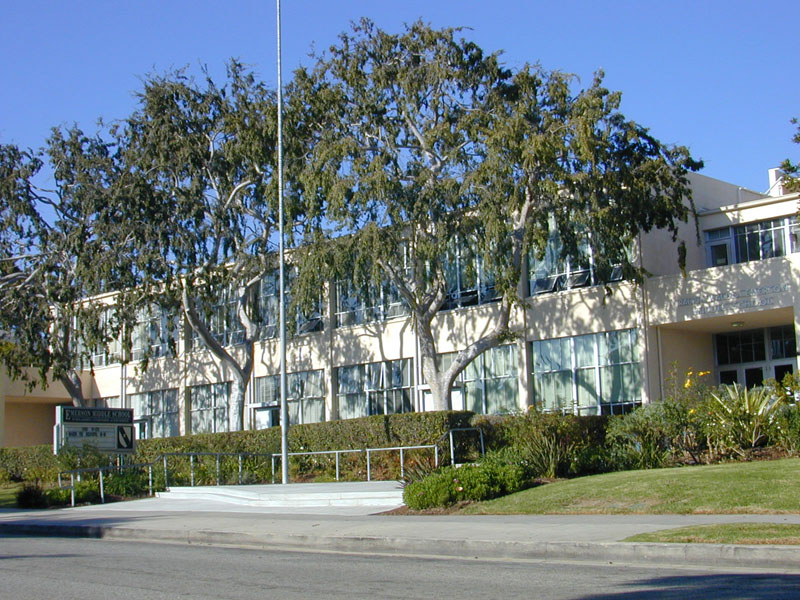
Emerson junior High School

La Emerson Middle School è una scuola secondaria pubblica con sede a Westwood, Los Angeles, stato della California. Basato su un progetto dell'architetto Richard Neutra, chiamato in onore dell'autore statunitense Ralph Waldo Emerson. Kathy Gonella è il direttore dal 2007.